# AMVJ (hockey)
HC AMVJ (Algemene Maatschappij voor Jongeren) is een Nederlandse hockeyclub gevestigd op sportpark Het Loopveld aan de Amsterdamse Kalfjeslaan. De vereniging werd opgericht op 1 oktober 1922 en had in 2017 ongeveer 1500 leden, bestaande uit 42 seniorenteams en ongeveer een gelijk aantal junioren. HC AMVJ beschikt sinds 2013 over een waterveld, twee semiwatervelden en een zandveld.

## Geschiedenis
Het bestuur van de overkoepelende AMVJ organisatie besloot in 1922 om naast de bestaande cultureel-maatschappelijke activiteiten ook een aparte afdeling voor sport op te richten, en wel onder de naam Concordia. De eerste sportvelden lagen aan het Jaagpad langs de Schinkel, dicht bij de plek van het latere Olympisch Stadion. 
De gecombineerde hockey- en voetbalvereniging, de voorloper van HC AMVJ, startte daar op 1 oktober 1922 onder de naam 'Concordia'.
Er werd begonnen met onderlinge wedstrijdjes door twee senioren- en twee juniorenteams. Na één seizoen onderlinge wedstrijden werd er ook tegen andere verenigingen gespeeld. Het clubshirt was wit met een geel-zwarte V op zowel borst als rug en een zwarte broek. 
In seizoen 1924-1925 veranderde dit in een verticaal geel-zwart gestreept shirt.
De competitie waar men zich voor inschreef was van de 'Haarlemsche Hockey Bond'. Concordia speelde op zaterdag competitie, en de velden werden op zondag verhuurd aan de vereniging 'Pinokkio', nu beter bekend als Pinoke.
Een belangrijke verandering in seizoen 1924-1925 was de overgang van de Haarlemsche Hockey Bond, in navolging van de Nederlandse Hockey Bond, op de Engelse regels.
Toen in 1926 enkele Gooise clubs toetraden tot de Haarlemsche Hockey Bond, werd de naam gewijzigd in Noord-Hollandsche Hockey Bond. Een van die Gooise teams, ‘Kameleon’, is opgericht als dependance van Concordia.
In 1929 werd de aparte positie van sport opgeheven. De sportverenigingen maakten voortaan deel uit van AMVJ en de naam Concordia werd opgeheven. 
In 1933 verdween het onderscheid tussen sportleden en gewone leden van AMVJ geheel.
AMVJ beoefende tot in de jaren zeventig al haar buitensporten in het Amsterdamse Bos. In dit bos werd naast het clubhuis (later het clubhuis van VRA cricket) het eerste verlichte kunstgrashockeyveld aangelegd. Het veld voldeed niet aan de wedstrijdnormen van die tijd maar werd gebruikt als trainingsveld voor het Nederlands elftal.
In 1973 werd ter gelegenheid van het 75-jarig bestaan van de KNHB het WK hockey in Amstelveen gespeeld. Omstreeks dezelfde periode waren er nooit gerealiseerde plannen om een nationaal hockeycentrum in het Amsterdamse Bos te vestigen; hierin paste geen voetbal. Begin jaren zeventig werd AMVJ voetbal verzocht te verhuizen naar nieuwe velden, en het toenmalige AMVJ hockey- en tennisbestuur verklaarde zich solidair met het voetbal.
In augustus 1975 verhuisde AMVJ naar de huidige locatie aan de Kalfjeslaan op sportpark Het Loopveld op de grens Amsterdam/Amstelveen maar vallend onder stadsdeel Amsterdam-Zuid.
Eind jaren tachtig werden de diverse, tot dan onder de koepelorganisatie vallende, AMVJ-sporten volledig zelfstandige verenigingen, nog wel met een gemeenschappelijk clubhuis, dat in 2006/2007 grondig gerenoveerd en uitgebreid werd. Ook in 2007 werd de hockeyjeugdafdeling heropgericht, wat in een snelle ledengroei resulteerde: tot circa 850 leden in 2011.
In samenwerking met stadsdeel Amsterdam-Zuid werden in 2013/2014 twee nieuwe velden aangelegd en werd het hoofdveld vervangen. De club beschikte nu over een volwaterveld, twee semiwatervelden en een zandveld. Hierdoor werd een snelle ledengroei mogelijk bij de junioren en senioren tot circa 1500 leden in 2017.
In seizoen 2021/2022 speelden zowel het eerste damesteam als het eerste herenteam in de 1e klasse.